# ピンクメトセラ/勹″ッと＜るSUMMER
ピンクメトセラ/勹″ッと＜るSUMMER為大森靖子於2016年8月24日推出的第四張單曲。「ピンクメトセラ」的音樂後製由サクライケンタ負責，此曲也是網路動畫《逃猫ジュレ》的主題曲。「勹″ッと＜るSUMMER」的音樂後製由出羽良彰負責。「ウェディング・ベル」是翻唱帕妃的作品。由奥野真哉負責音樂後製。

## 曲目
分成三種版本，其一只有CD,另外兩種有分別收錄不同的DVD。 
- CD

1. ピンクメトセラ
2. 勹″ッと＜るSUMMER
3. ウェディング・ベル

- DVD

1. ピンクメトセラ(Music Video)
2. 勹″ッと＜るSUMMER(Music Video)
3. ウェディング・ベル(Music Video)

- FC限定盤DVD

FC限定盤除了CD以外還有收錄以下內容。
1. 大森靖子2016前半ライブ映像【海を割るおっさんのパンティ】